# Cutias
Cutias est une municipalité du sud-est de l'État de l'Amapá. Sa population est de 4 320 habitants (IBGE 04/2007), pour une superficie de 2 115 km2. Sa densité populationnelle est donc de 2,04 hab/km2.
Elle fait limite avec Tartarugalzinho et Amapá au nord, Macapá au sud et Ferreira Gomes à l'ouest.